# Науково-технічна бібліотека Національного університету харчових технологій
Науко́во-техн́ічна бібліоте́ка Національного університету харчових технологій є найбільшою у галузі харчової промисловості.

## Організаційна структура
1. Відділ комплектування та обліку літератури:
  - сектор обмінного фонду.
2. Відділ наукової обробки літератури та організації каталогів.
3. Відділ інформаційно-аналітичної та довідково-бібліографічної роботи.
4. Відділ інформаційних технологій.
5. Відділ обслуговування навчальною літературою з секторами:
  - абонемента навчальної літератури для студентів молодших курсів;
  - абонемента навчальної літератури для студентів старших курсів;
  - читальний зал для студентів.
6. Відділ обслуговування науковою літературою із секторами:
  - абонемента наукової літератури та стандартів;
  - науковий читальний зал; читальний зал періодичних видань.
7. Відділ з питань бібліотечного менеджменту.